# Norderland

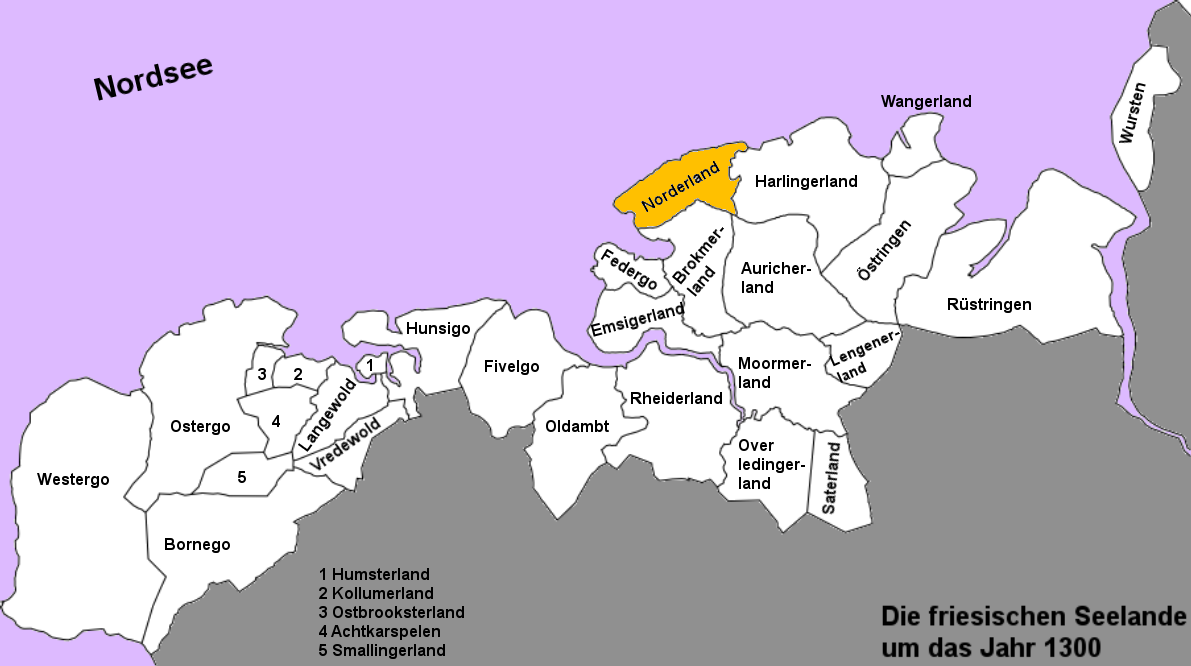
Het Norderland c.1300

Het Norderland is een historisch landschap, gelegen aan de noordwestelijke rand van Oost-Friesland aan de Waddenzee, dat een groot gebied rond de stad Norden omvat. Het Norderland grenst in het oosten aan het Harlingerland en in het zuiden aan het  Broekmerland.
Het tegenwoordige Norderland bestaat uit de gemeenten Norden, Samtgemeinde Hage, Großheide en het grootste deel van Dornum. De term Norderland wordt af en toe ook gebruikt voor het gebied van de vroegere Landkreis Norden. Historisch gezien, omvat dit ook delen van Broekmerland en het Emsigerland.